# Heliciopsis montana
Heliciopsis montana är en tvåhjärtbladig växtart som beskrevs av Symington och Kochummen. Heliciopsis montana ingår i släktet Heliciopsis och familjen Proteaceae. Inga underarter finns listade i Catalogue of Life.